# Miejska Biblioteka Publiczna im. Henryka Sienkiewicza w Łukowie
Miejska Biblioteka Publiczna im. Henryka Sienkiewicza w Łukowie – biblioteka publiczna w Łukowie funkcjonująca od 1908 roku. Według statutu z 2011 roku jest samorządową instytucją kultury, działającą w obrębie ogólnokrajowej sieci bibliotecznej. Pełni rolę biblioteki powiatowej.

## Status prawny
Miejska Biblioteka Publiczna im. Henryka Sienkiewicza w Łukowie działa na podstawie ustawy z 27 VI 1997 r. o bibliotekach, ustawy z 25 X 1991 r. o organizowaniu i prowadzeniu działalności kulturalnej, ustawy z 8 III 1990 r. o samorządzie gminnym oraz statutu nadanego 6 X 2011 r. przez organizatora, którym jest Miasto Łuków, a ponadto na podstawie porozumienia zawartego pomiędzy Zarządem Miasta i Zarządem Powiatu w sprawie powierzenia realizacji zadań powiatowych. Nadzór merytoryczny sprawuje Wojewódzka Biblioteka Publiczna im. Hieronima Łopacińskiego w Lublinie.

## Zakres działalności
Biblioteka gromadzi literaturę piękną polską i obcą dla dorosłych, literaturę dla dzieci i młodzieży oraz popularnonaukową. Posiada duży wybór literatury relaksacyjnej, powieści obyczajowych, psychologicznych, historycznych, sensacyjnych, fantastycznych, ilustrowanych książek dla najmłodszych. Zbiory biblioteczne wypożyczane są na zewnątrz. W czytelniach, na miejscu, udostępniane są wydawnictwa informacyjne, zbiory regionalne, czasopisma bieżące (50 tytułów), wycinki prasowe. Czasopisma archiwalne wypożyczane są także do domu.
Oprócz podstawowej działalności: gromadzenia, opracowania i udostępniania zbiorów, biblioteka prowadzi szeroką działalność edukacyjną i upowszechnieniową w zakresie książki i czytelnictwa adresowaną do mieszkańców miasta i powiatu łukowskiego. Organizuje imprezy czytelnicze, konkursy, wystawy, lekcje biblioteczne, spotkania autorskie. Od 2003 roku biblioteka realizuje program edukacji środowiskowej kierowany do dzieci i młodzieży.

## Sieć biblioteczna
Biblioteka Główna – siedziba znajduje się w śródmieściu Łukowa, przy ul. ks. kard. S. Wyszyńskiego 24. Budynek jest ujęty w Gminnej Ewidencji Zabytków i określony w miejscowym planie zagospodarowania przestrzennego jako „zabytkowy obiekt o wysokich wartościach, do zachowania i ochrony”.
Znajduje się tutaj:

na piętrze – Wypożyczalnia i Czytelnia dla Dorosłych

na parterze – Oddział dla Dzieci
Filia nr 1 – osiedle Bronisława Chącińskiego 17

Filia nr 2 – ul. Siedlecka 56 (w zachodniej części gmachu Szkoły Podstawowej nr 5; do VI 2015 – lokal przy ul. Gałczyńskiego 31)
Filia nr 3 – osiedle Unitów Podlaskich, blok nr 2

## Historia

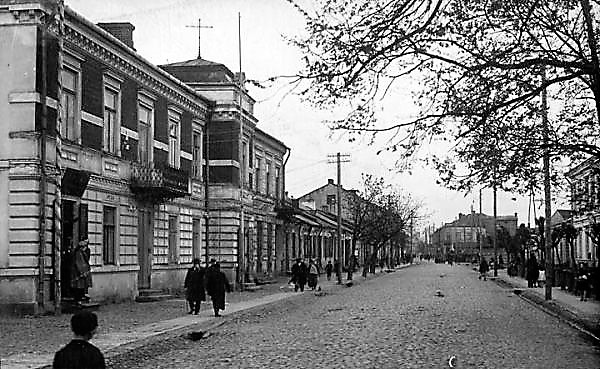
Po lewej stronie zdjęcia (z 1929 r.) budynek ówczesnych: Stowarzyszenia Kulturalno-Oświatowego „Ogniwo” i Klubu Miejskiego; obecnie siedziba Miejskiej Biblioteki Publicznej im. Henryka Sienkiewicza

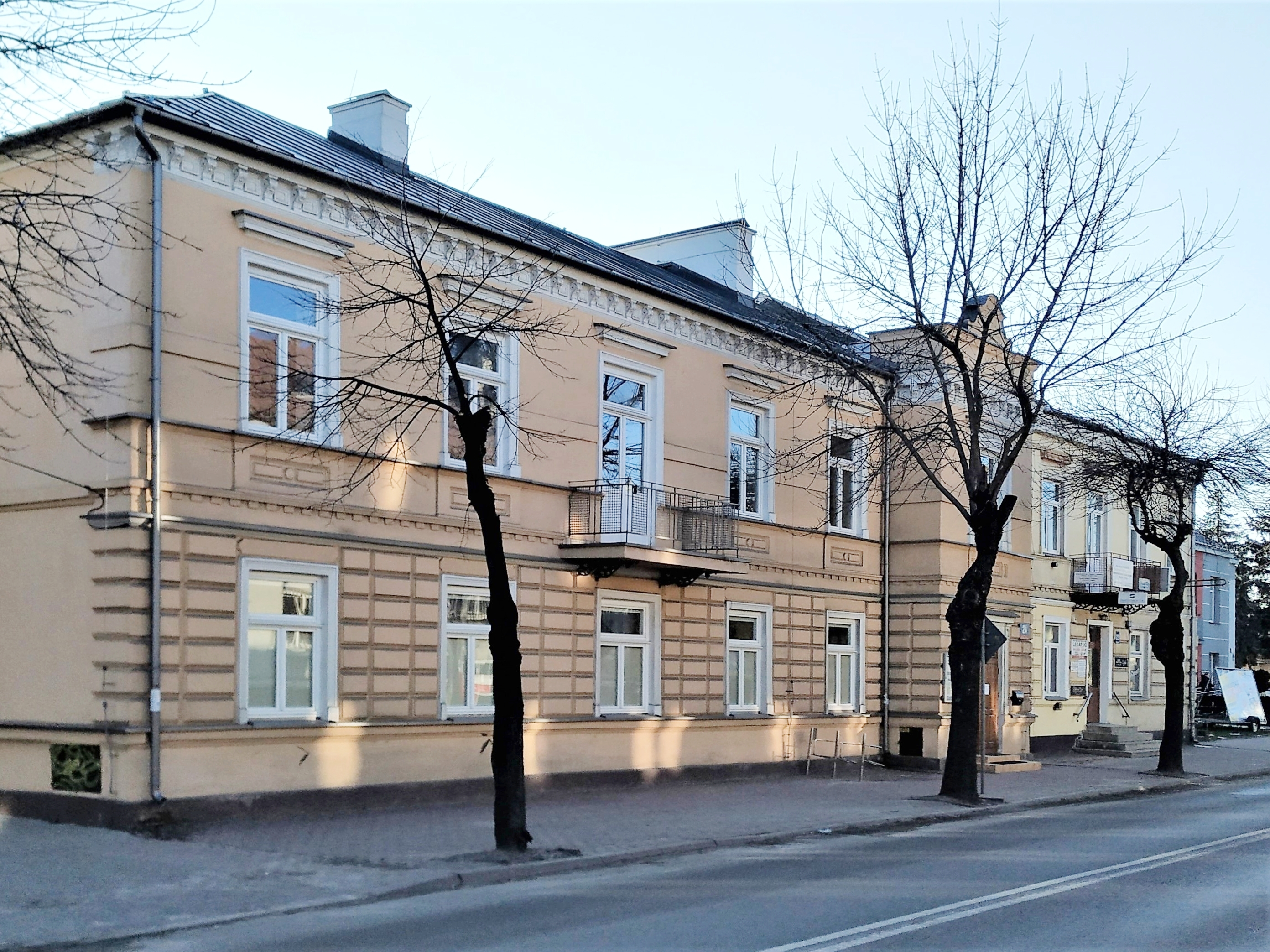
Biblioteka Główna – wygląd budynku w 2022 r.

- 1907 – Polska Macierz Szkolna zorganizowała w Łukowie pierwszą bezpłatną bibliotekę powszechną, liczącą 200 woluminów. Książki te były darem mieszkańca Łukowa – aptekarza Teodozjusza Nowińskiego. Księgozbiór uzupełniany był darami licznych łukowian, jak też mieszkańców okolicznych wsi. Kupowano również nowe książki za pieniądze, które pochodziły ze składek członkowskich Polskiej Macierzy Szkolnej.
- 1908 – rok ten przyjmuje się za datę powstania biblioteki. Dzięki zaangażowaniu i ofiarności całego społeczeństwa łukowskiego, pod kierownictwem Kazimiery Klimeckiej zakupiono na licytacji księgozbiór zmarłego tragicznie bibliofila sędziego Antoniego Dąbrowskiego. Były to głównie dzieła naukowe, w tym wiele prawniczych, zbiór liczył 2056 woluminów.
- 1909 – powołano Towarzystwo Biblioteki Publicznej im. Antoniego Dąbrowskiego, które opracowało statut określający charakter zbiorów i sposób ich wykorzystania. Biblioteka stała się placówką publiczną dostępną dla wszystkich mieszkańców miasta i powiatu. Po likwidacji przez władze zaborcze Polskiej Macierzy Szkolnej bibliotekę przekazano Łukowskiemu Kołu Ziemianek. W praktyce był to tylko szyld dla rodziny Nowińskich, która utrzymywała bibliotekę.
- 1928 – po likwidacji Łukowskiego Koła Ziemianek bibliotekę przejęło Towarzystwo Kulturalno-Oświatowe „Ogniwo”, które również posiadało swoje zbiory. Połączono księgozbiory, zaangażowano płatną bibliotekarkę. Biblioteka udostępniała mieszkańcom miasta zbiory za bardzo niską odpłatnością, gdyż musiała być samowystarczalna. Ponadto „Ogniwo” urządzało różne imprezy, z których dochód przeznaczano na potrzeby biblioteki.
- 1936 – po zawarciu umowy przez Wydział Powiatowy z Zarządem „Ogniwa” została otwarta Powiatowa Biblioteka Publiczna. Księgozbiór liczył 7084 woluminy. Do prowadzenia biblioteki zaangażowano fachową bibliotekarkę Wandę Wężównę. Przy bibliotece powstała Komisja Biblioteczna, której przewodniczyła Cecylia Nowińska.
- II wojna światowa – to najtrudniejszy okres w dziejach biblioteki. Biblioteka działała do jesieni 1941 r. Najpierw okupant przeprowadził „selekcję” księgozbioru – lista książek zakazanych obejmowała ponad tysiąc autorów – potem zamknął bibliotekę. Komisji Bibliotecznej udało się uratować książki bardziej wartościowe i mogące ulec skonfiskowaniu, poprzez rozdanie zaufanym czytelnikom.
- 1944 – po wyzwoleniu miasta grono młodzieży pod kierunkiem kierowniczki Marii Kiernickiej przystąpiło do gromadzenia zbiorów. 13 listopada 1944 biblioteka została otwarta dla społeczeństwa Łukowa z liczbą 700 książek. Księgozbiór szybko się rozrastał i na koniec 1945 roku osiągnął liczbę 2000 woluminów.
- 1949 – dzięki pomocy Towarzystwa Przyjaciół Dzieci przy bibliotece powstała Czytelnia Dziecięca; W latach powojennych nastąpił znaczący rozwój sieci bibliotek na terenie powiatu łukowskiego. W roku 1949 istniało 10 bibliotek gminnych i 62 punkty biblioteczne, w 1968 – 26 bibliotek gromadzkich.
- 1958 – 50-lecie biblioteki.
- 1969 – dyrektorem został Czesław Korniluk.
- 1971 – otwarto Filię nr 1 na os. Bronisława Chącińskiego.
- 1974 – dyrektorem został Kazimierz Tyszko.
- 1975 – zniesiono powiaty, Łuków znalazł się w nowo utworzonym województwie siedleckim. Na skutek reorganizacji administracyjnej Miejska Biblioteka Publiczna została włączona w strukturę Łukowskiego Ośrodka Kultury. Nadzór nad bibliotekami w terenie przejęła Wojewódzka Biblioteka Publiczna w Siedlcach, a MBP działała odtąd na terenie miasta. Przed reorganizacją sieć bibliotek w powiecie liczyła: 13 bibliotek gminnych, 26 filii, 160 punktów bibliotecznych.
- 1977 – powstała Filia nr 2, mieściła się w Młodzieżowym Domu Kultury (do czerwca 2015 r. – przy ul. Gałczyńskiego 31).
- 1978 – w uznaniu zasług w rozwoju czytelnictwa z okazji jubileuszu 70-lecia istnienia nadano Miejskiej Bibliotece Publicznej imię Henryka Sienkiewicza. Otwarto Filię nr 3 MBP na os. XXX-lecia PRL (obecna nazwa: os. Unitów Podlaskich).
- 1979 – dyrektorem został Michał Krut.
- 1983 – Prezydium Miejskiej Rady Narodowej w Łukowie przyznało bibliotece Dyplom Uznania z okazji 750-lecia Łukowa za szczególne osiągnięcia w rozwoju miasta.
- 1988 – biblioteka otrzymała Dyplom Honorowy Ministra Kultury i Sztuki za osiągnięcia w upowszechnianiu kultury.
- 1990 – dyrektorem została Ksawera Franciszka Giza-Mitura.
- 1992 – dyrektorem została Teresa Sytykiewicz. Rada Miejska przydzieliła bibliotece lokal przy ul. ks. kard. S. Wyszyńskiego 24, przeznaczając pieniądze na remont i adaptację budynku.
- 1993 – zakupiono pierwsze komputery do biblioteki.
- 1999 – w związku z nową organizacją podziału terytorialnego kraju, na mocy porozumienia zawartego pomiędzy Zarządem Powiatu i Zarządem Miasta ponownie powierzono bibliotece realizację zadań powiatowych. Rozszerza to zadania placówki i zobowiązuje do udzielenia pomocy instrukcyjno-metodycznej i szkoleniowej bibliotekom powiatu łukowskiego (9 bibliotek gminnych, 2 miejskie, 15 filii bibliotecznych).
- 2000 – dyrektorem została Ewa Wiśnicka.
- 2001 – biblioteka zajmowała powierzchnię 527 m², zatrudniała 9 pracowników; zbiory liczyły 56 308 wol. książek, 105 wol. czasopism (stan 31 XII 2001); używano bibliotecznego programu komputerowego MAK.[4]
- 2002 – wyróżnienie w Wojewódzkim Konkursie Ekologicznym „Ziemia dla Ludzi, Ludzie dla Ziemi” – za bardzo dobrą realizację idei konkursu przyznane przez WBP w Lublinie.
- 2003 – 95-lecie Miejskiej Biblioteki Publicznej. Biblioteka do programu działalności upowszechnieniowej włączyła edukację ekologiczną.
- 2004 – zaczęto udostępniać internet czytelnikom.
- 2005 – wyróżnienie we współzawodnictwie na najaktywniejszą bibliotekę publiczną województwa lubelskiego 2003–2004 za dużą różnorodność form pracy kulturalno-oświatowej przyznane przez WBP w Lublinie.
- 2008 – 100-lecie Łukowskiej Biblioteki Publicznej. Remont parteru budynku biblioteki. Odznaka honorowa „Zasłużony dla Kultury Polskiej” przyznana przez Ministra Kultury i Dziedzictwa Narodowego; Nagroda „Łukowskiego Złotego Niedźwiedzia” w uznaniu zasług dla miasta Łuków z okazji 100-lecia istnienia biblioteki przyznana przez Burmistrza Miasta. Medal Wojewody Lubelskiego za wieloletnią popularyzację słowa pisanego, szeroką działalność kulturotwórczą w regionie oraz długoletnią działalność edukacyjną na rzecz mieszkańców miasta i powiatu łukowskiego. Medal Pamiątkowy Województwa Lubelskiego przyznany przez Marszałka Województwa Lubelskiego za szczególne zasługi dla województwa lubelskiego.
- 2010 – uruchomienie serwisu internetowego biblioteki.
- 2011 – wyłączenie Miejskiej Biblioteki Publicznej ze struktury Łukowskiego Ośrodka Kultury, uchwałą Rady Miasta Łuków z października 2015.
- 2015 – przebudowa i renowacja Biblioteki Głównej (tymczasowo, na czas remontu przez II połowę roku 2015 placówka przeniesiona do dawnego gmachu I LO przy ul. ks. kard. Wyszyńskiego 41).
- 2020 - 2021 - funkcjonowanie Biblioteki w trybie obostrzeń "covidowych".
- 2022 r. - Mariusz Kazimierz Chudek, dotychczasowy kierownik Filii nr 1 MBP w Łukowie - nowym dyrektorem Biblioteki.
- 2024 r. - zamontowanie klimatyzacji w budynku Biblioteki Głównej (w Wypożyczalniach: dla Dzieci i dla Dorosłych oraz w Czytelniach: dla Dzieci i dla Dorosłych).

## Inicjatorki Biblioteki Publicznej w Łukowie

### Kazimiera Klimecka
Inicjatorka Biblioteki Publicznej w Łukowie

„Jej inicjatywie, staraniom i energicznym zabiegom należy przypisać wczesne powstanie biblioteki publicznej w tym małym powiatowym mieście o pięknych postępowych tradycjach, instytucji samodzielnej opartej na racjonalnych wzorach Biblioteki Publicznej w Warszawie"

### Cecylia Nowińska
Pracownik biblioteki w latach 1908–1917

Rodzina Nowińskich wspierała bibliotekę od początku istnienia wykazując się na jej rzecz dużą ofiarnością. Cecylia przez całe życie bezinteresownie propagowała czytelnictwo, w bibliotece pracowała bez wynagrodzenia. W 1938 roku za krzewienie czytelnictwa została odznaczona przez Prezydium Polskiej Akademii Literatury Srebrnym Wawrzynem Akademickim.

### Maria Kiernicka

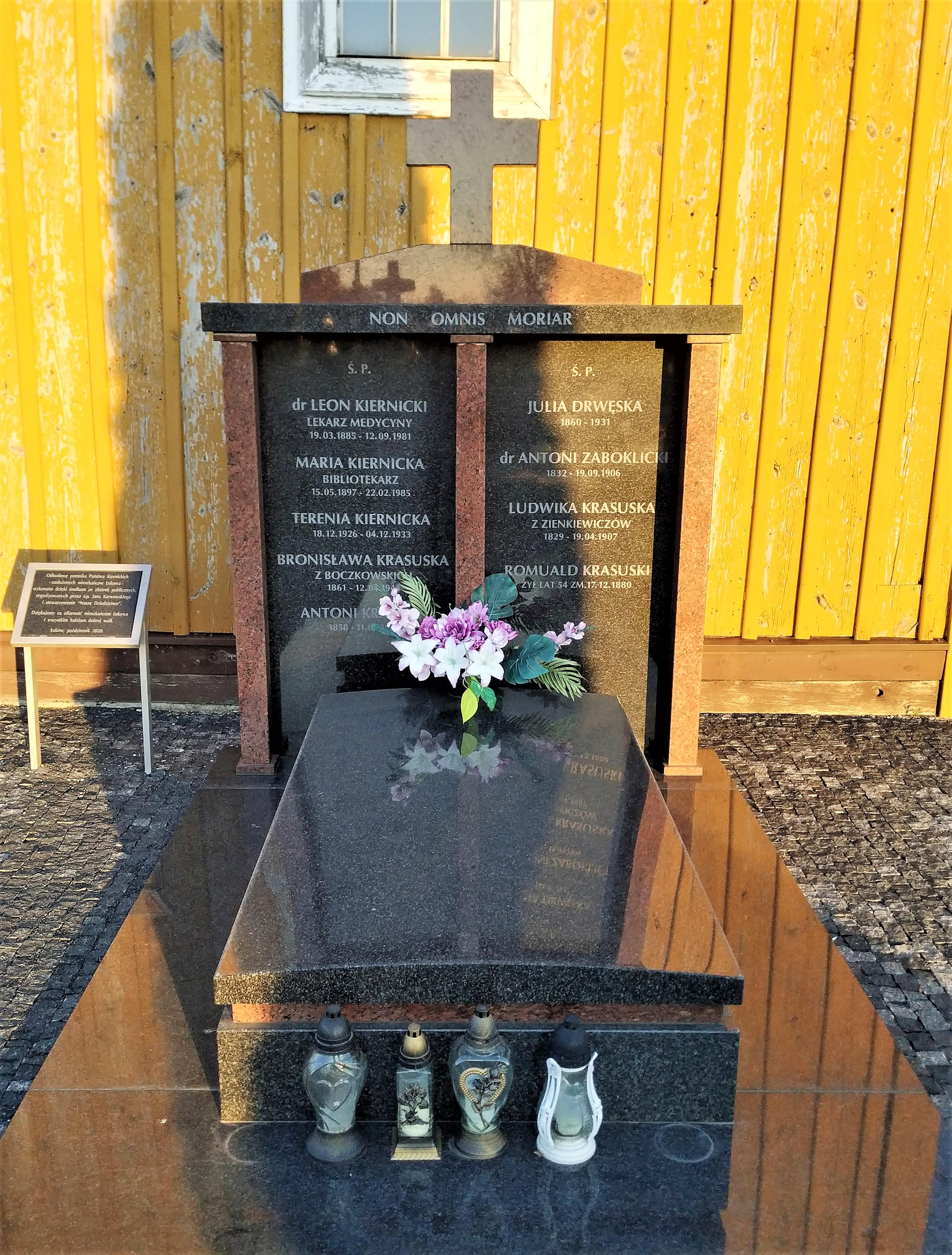
Grób rodziny Kiernickich na cmentarzu św. Rocha w Łukowie

Kierowniczka biblioteki w latach 1944–1969

Maria Kiernicka związana była z biblioteką łukowską już od roku 1935, odbywała tu praktyki poprzedzające rozpoczęcie studiów bibliotekarskich. Funkcję kierownika biblioteki pełniła w latach 1944–1969. W ciągu 25 lat swej pracy wiele energii i sił poświęciła nie tylko bibliotece w Łukowie, ale organizowała również sieć biblioteczną na terenie powiatu łukowskiego. Była inspiratorką wielu działań z zakresu upowszechniania książki i czytelnictwa. Jako wspaniały pedagog i wychowawca z oddaniem uczyła zawodu zainteresowanych pracą w bibliotece, wykształciła grupę bibliotekarzy łukowskich. Po przejściu na emeryturę nie zrezygnowała z pracy zawodowej i przez trzy lata prowadziła bibliotekę Filii nr 1.